# Srečno, Kekec
A Srečno, Kekec egy szlovén ifjúsági film, 1963-ban jelent meg. Ez volt az első szlovén színes film. A film egy trilógia középső része, Kekec kalandjait eredetileg Josip Vandot írta meg a Kekec na volčji sledi című ifjúsági művében. A trilógia első része a Kekec, míg következő, utolsó része a Kekčeve ukane.
A Kekec-trilógia a szlovén ifjúsági irodalom oszlopos tagja, a film annyira ismert és elismert Szlovéniában, mint például Magyarországon a Fekete István-féle Tüskevár-sorozat.

## Tartalom
|  | Alább a cselekmény részletei következnek! |

Kekec és Rožle, a két fiú, elszegődnek pásztornak, az őket felfogadó gazdának pedig van egy vak lánya, Mojca. A gyerekek esti beszélgetése során szóba kerül Pehta is, aki egy "rettenetes lény", a hegyekben lakik és gyerekeket lop.
A következő reggel a gyerekek elgyalogolnak egy alpesi házhoz, ahol Kekec megígéri Mojcának, hogy megtalálja a gyógyírt a vakságára. A lány éppen virágokat szed, amikor egy idegen jelenik meg, aki elviszi őt a viskójába. Mint kiderül, az idegen Pehta, a gyógynövényes, és elhatározza, hogy magánál tartja a lányt az énektudásáért. A gyógynövényes talál egy ritka növényt, mellyel valószínűleg gyógyítható a lány vaksága.
Kekec és Rožle, mindenütt a lányt keresve, eljutnak Pehta kunyhójáig. Kekec kiszabadítja Mojcát, mire aPehta a kutyáját, Wolfot küldi a gyerekek után. Kekec és Mojca átkelnek egy gyaloghídon, mely egy hegyi patakon vezet át, és megmenekülnek.
Eközben Rožle hazaér, és elmondja, hogy a két másik társát valószínűleg szétszabta Wolf. A gazda a falubeliekkel fáklyákat gyújt, és keresni kezdi lányát és Kekecet, akik egy barlangban húzódtak meg. Pehta tudomást szerez a kereső expedícióról, és felgyújtja a házát.
Kekec hazaviszi Mojcát, aki elmondja anyjának, hogy Pehta megtalálta a gyógyírt a vakságára. Kekec meghallva a beszélgetést, elrohan a gyógyszerért, mire Pehta elkapja és a barlangjába viszi. Kekec direkt provokálja őt, elmondja, hogy ha akkora gyógynövényes lenne, akkor meglenne a gyógyír, mire Pehta elmondja, hogy megvan neki a vakság elleni szere, s a lány már nem lenne vak, ha nem hagyta volna faképnél.
Amikor Pehta magára hagyja Kekecet, ő összebarátkozik a kutyával és átkutatja a szállást a gyógyír után. Pehta visszatért, megveri a kutyát a hűtlenségéért és megmutatja Kekecnek, hogy a gyógyszer egy üvegben van a nyakában.
A falusiak újra a közelbe érnek, s Kekecet hívják, mire Pehta meghallva a hangokat, egy pillanatra nem figyeli Kekecet. A fiú erre megpróbálja elrabolni a gyógyszeres üveget. Pehta menekülőre fogja a dolgot, és dühében eldobja az üveget, amit a fiú szerencsére töretlenül meg is talál. Pehta Kekecre uszítani a kutyáját, mire a kutya nem engedelmeskedik. Kekec megmutatva a gyógynövényesnek az üveget, az elmondja, hogyan használja.
Kekec hazatérve, Mojcát alvás közben találja, s néhány szem gyógyszert a lány szemébe cseppent. Amikor a lány felkel, már újra lát. A film végén Kekec elhagyja a farmot új kutyájával, Wolffal.
|  | Itt a vége a cselekmény részletezésének! |

## Stáblista
- rendező: Jože Gale
- forgatókönyv: Ivan Ribić
- az eredeti irodalmi mű szerzője: Josip Vandot (Kekec na volčji sledi)
- rendező operatőr: Ivan Marinček
- kameraman: Ivo Belec
- zene: Marjan Vodopivec
- zenei betétek előadója: Orkester RTV Ljubljana
- dalszöveg: Kajetan Kovic
- díszlettervező: Mirko Ferenčak
- jelmeztervező: Marlenka Stupica
- hang: Herman Kokove
- vágó: Darinka Peršin
- make-up: Berta Meglič
- második rendezőasszisztens: Draga Ahačič

- szereplők:
  - Velimir Gjurin (Kekec)
  - Blanka Florjanc (Mojca)
  - Martin Mele (Rožle)
  - Ruša Bojc (Pehta)
  - Bert Sotlar (apa)
  - Marija Goršič (anya)
  - Stane Sever (Berač)

## Technikai adatok
- film: 35mm-es, színes, széles képernyős
- nyersanyag: 2180 méter
- kiadás időpontja: 1963. november 20.
- gyártó: VIBA film, Ljubljana
- gyártásvezető: Dušan Povh

## Külső hivatkozások
- A film cselekménye angolul
- IMDB adatlap
- A film egyik jelenete, Kekec a Kekčeva pesem című dalt énekli (YouTube)